# ベルリン市街線
ベルリン市街線 (ベルリンしがいせん、ドイツ語: Berliner Stadtbahn)は、ドイツ、ベルリンの鉄道路線である。経路は東西方向で、歴史的中心部とシティ・ウェストを通る。大部分がレンガ造りの高架橋による高架線である。路線延長は11.2 kmで、区間は東駅からアレクサンダー広場駅、フリードリヒ通り駅、中央駅、動物園駅、シャルロッテンブルク駅までであり、地域列車、長距離列車、Sバーンが運行されている。起点は東駅である。

## 建設の背景

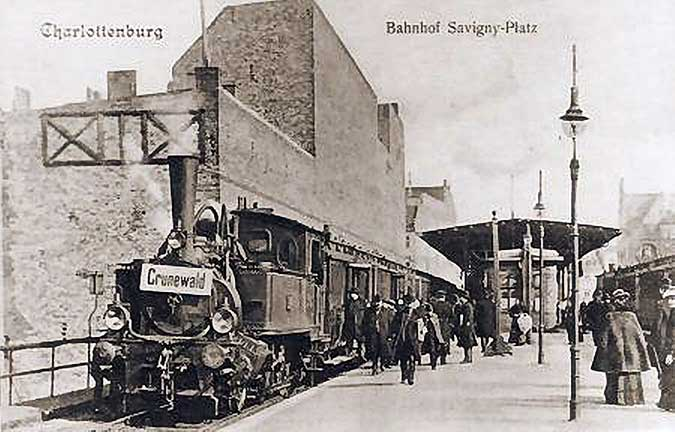
ベルリン都市鉄道 (Berliner Stadteisenbahn)：ザヴィニー広場駅、

1870年頃のベルリンでは8路線もの本線の頭端駅 (Kopfbahnhof) が設けられていた。これらはいずれも当時のベルリンの外縁部、または市域外にあった。頭端駅から別の頭端駅までは辻馬車による移動が必要で、不便なものであった。1871年以降、ベルリンの長距離駅はベルリン環状線によって接続され、当初は東側の半円が完成し、市街線の建設中に環状となった。これを背景として、点在する頭端駅をより高速に接続する鉄道路線が計画された。

## 建設史

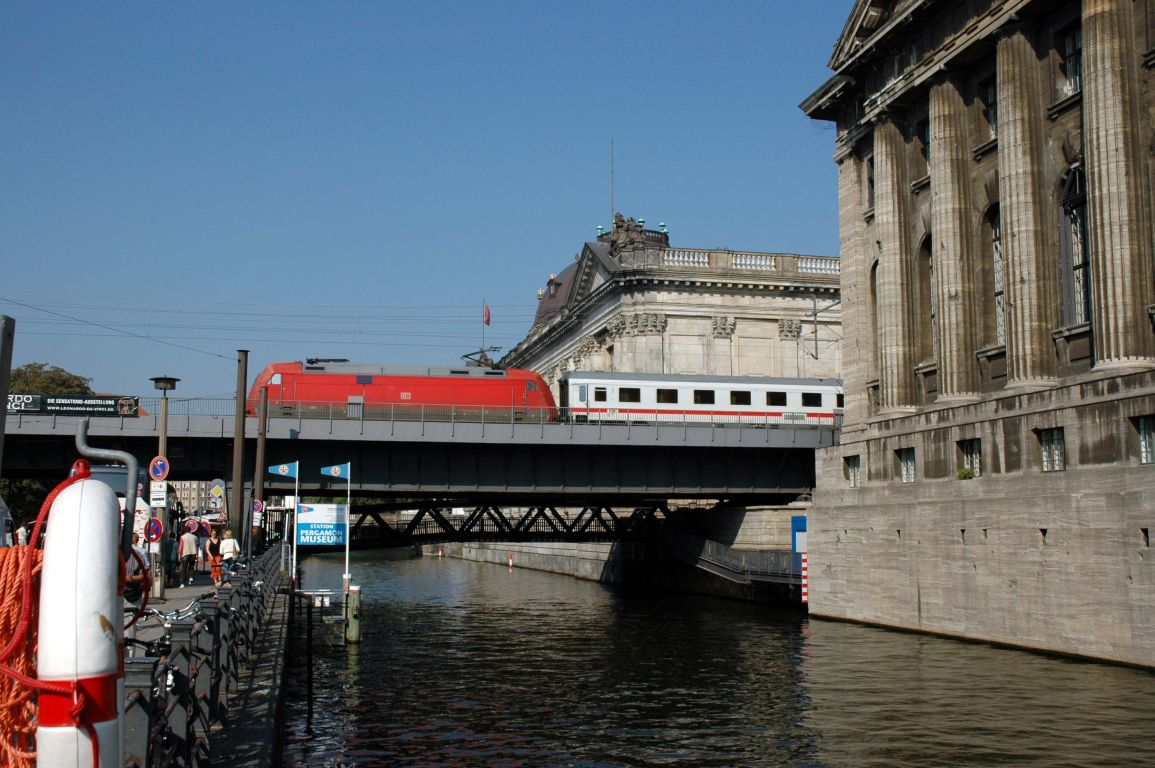
ベルリン市街線は博物館島の真ん中を横切る。

1872年、ドイツ鉄道建設会社 (Deutsche Eisenbahnbaugesellschaft) が「市街鉄道 (Stadtbahn)」の建設を申請した。これは当時のフランクフルター駅（現在の東駅）からシャルロッテンブルク駅を経てポツダムに至るものであった。1873年にはプロイセン王国、私営のベルリン-ポツダム鉄道、マクデブルク-ハルバーシュタット鉄道、ベルリン-ハンブルク鉄道が参画して、ドイツ鉄道建設会社とともに「ベルリン都市鉄道会社 (Berliner Stadteisenbahngesellschaft)」が設立された。
市街線の建設は1875年に開始された。3年後、ドイツ鉄道建設会社は支払不能に陥った。その後、1878年にプロイセン王国が建設費用とベルリン市街線の運営を引き継いだ。資金面で参画したのは、退任した4人の共同経営者と、この新路線に接続する鉄道会社であった。プロイセン国家が参画したのも、対仏戦の容易化を望む大参謀本部の思惑があった。
1878年7月15日に建設指揮は、エルンスト・ディルクゼン率いる新設の王立ベルリン都市鉄道管理局 (Königliche Direktion der Berliner Stadteisenbahn) が引き継いだ。管轄官庁は当初はプロイセン商務省、後にはこれから分離した工部省であった。
1882年2月6日、公式開通日の前日、皇帝ヴィルヘルム1世は特別列車でこの区間に乗車して、途中の全駅を視察した。1882年2月7日には市内交通線が開通し、5月15日には長距離線が開通した。建設費（用地取得費を含む）は1 km当たり500万マルク（現在の価値に換算すると1 km当たり約3,500万ユーロ）に達した。

## 路線経路

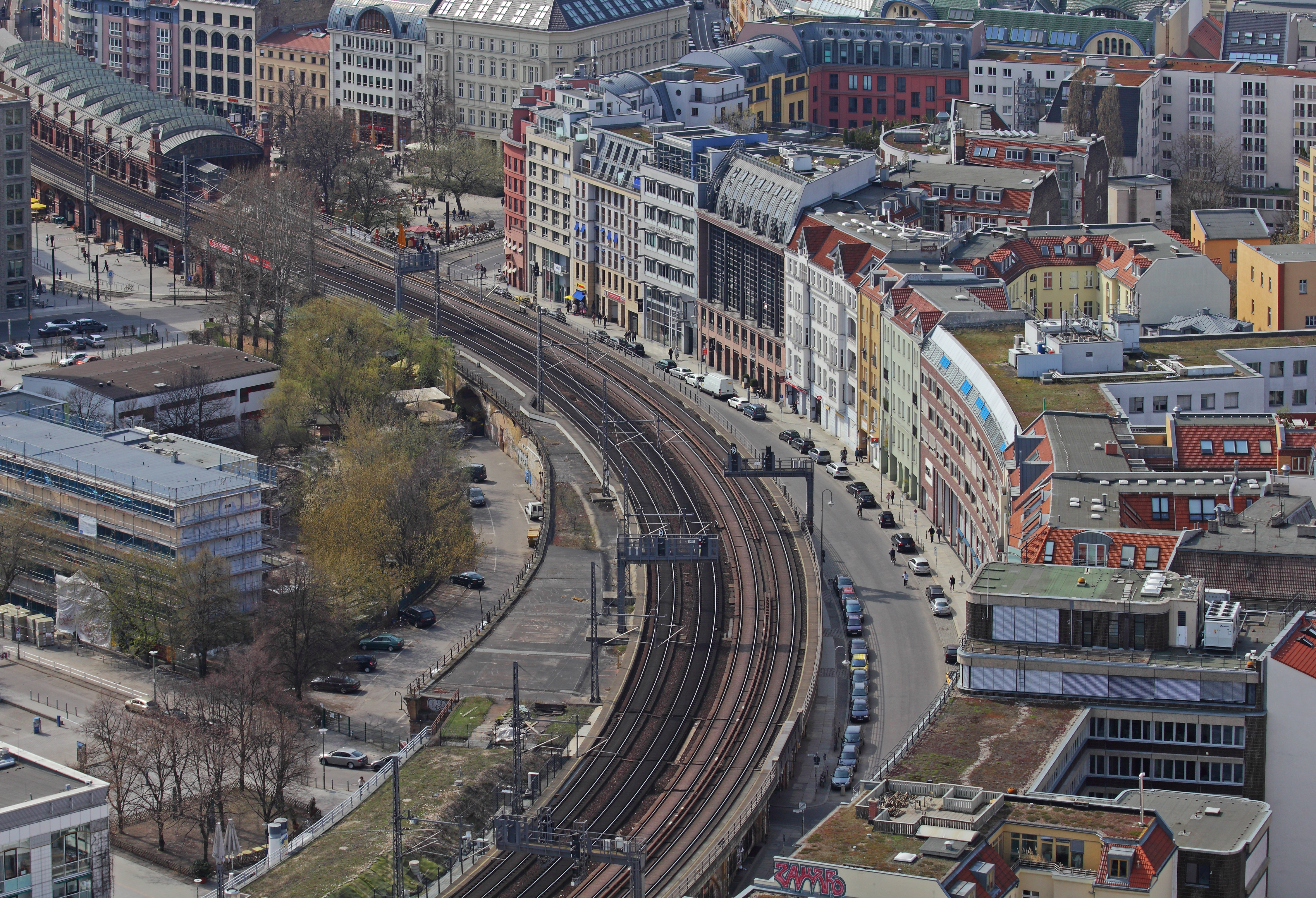
アレクサンダー広場のから見たベルリン市街線。後方左側はハッケッシャー・マルクト駅。

環状線が貨物輸送に主眼を置いて構想されたのに対し、市街線は旅客駅を短時間で接続することが目的とされた。加えて、西方への延長部と接続された。これは一部が同時期（1877年-1882年）に建設されたベルリン-ブランケンハイム鉄道で、市街線はベルリン-ポツダム-マクデブルク鉄道とともに一直線にグルーネヴァルトを抜ける。
複々線で建設された市街線は、長距離輸送と旅客輸送を目的としていた。こうして市街線は、郊外路線網を結節する中心的な役割を担うことになった。
首都ベルリンには高密度な市街地が広がり、そのため鉄道用地の取得は容易ではなかった。当初予定された経路はライプツィヒ通りに沿ったものであったが、土地や建物の価格があまりに高かったため、この計画は放棄された。
そのためベルリン城塞の環濠（一部は17世紀の都市防備施設）を、現在のハッケッシャー・マルクト駅とヤノヴィッツブリュッケ駅の間で埋め立てて、公の手で建設用地を捻出したのであった。その結果、特にアレクサンダー広場駅とヤノヴィッツブリュッケ駅間では曲線が連続することになった。

## 経路設定

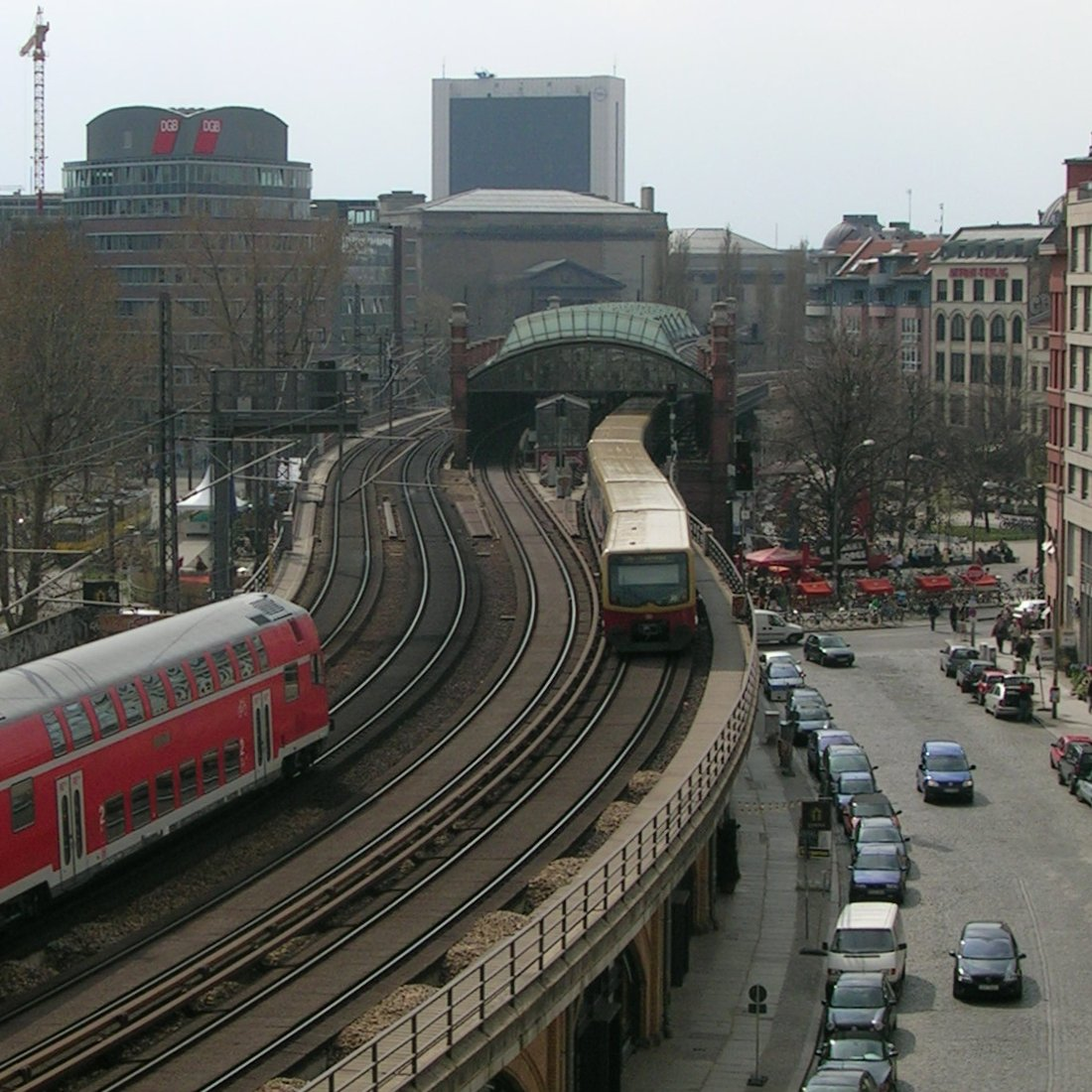
ハッケッシャー・マルクト駅のSバーンとレギオナルバーン

建築技術的には、市街線の区間は大部分が高架線で、8 kmがレンガ造りの高架橋（当初は731のレンガ造りのアーチ）、2 kmが鉄橋、残りが総計約12 kmの築堤の区間で、一部には土留め擁壁が設置されている。橋梁は全区間で64か所、特に有名なものとして全長240 mのフンボルト港橋がある。幅の広い橋梁のほとんどの橋脚は、ハルトゥング橋脚であり、1880年から1910年までのベルリンの鉄道建築を特徴づけるものである。
こうして市街線の区間は、これ以前の1851年に開通したが、地平面上に建設されたため大きな問題を引き起こしていた「王立駅間接続鉄道」と全く異なるものとなった。軌道は当初、鉄製で長手方向の枕木（ハールマン式、System Haarmann）が使用されたが、20世初頭に横手方向の木製のものに取り換えられた。

## 駅

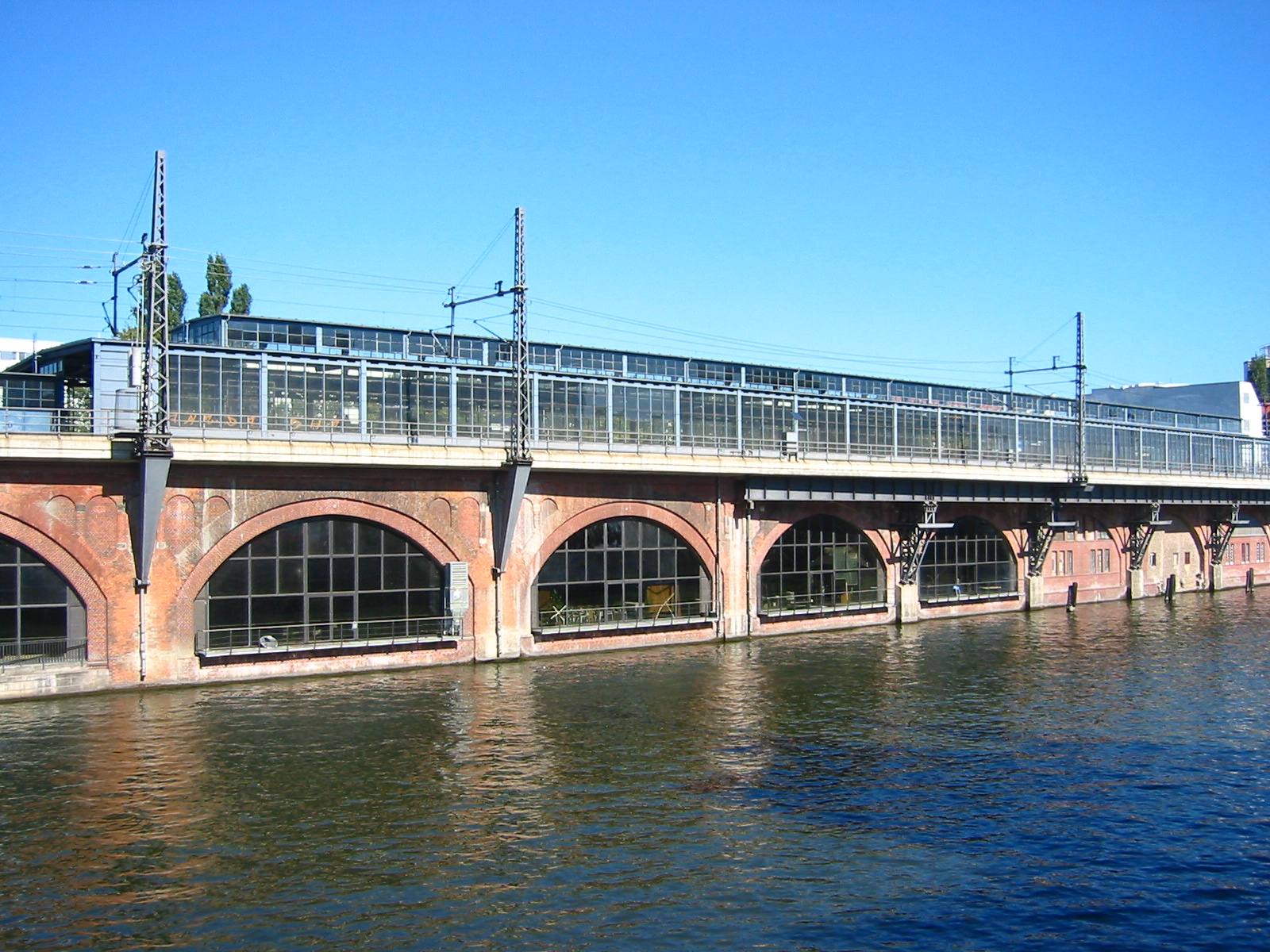
市街線のヤノヴィッツブリュッケ駅

当初設置された駅は西から東の順に以下の通りである。
- シャルロッテンブルク駅
- 動物園駅
- ベルヴュー駅
- 「レールター市街線駅（ドイツ語版）」現在のベルリン中央駅
- フリードリヒ通り駅
- 「証券取引所 (Börse) 駅」1951年-1992年：マルクス＝エンゲルス広場（ドイツ語版）駅、1992年から：ハッケッシャー・マルクト駅
- アレクサンダー広場駅
- ヤノヴィッツブリュッケ駅
- 「シュレージッシャー駅 (Schlesischer Bahnhof)」1987年-1998年：ベルリン中央駅 (Berlin Hauptbahnhof)、1950年-1987年、また1998年から東駅

その後、シャルロッテンブルク駅と動物園駅間、また動物園駅とベルヴュー駅間に以下の駅が設置された。
- ザヴィニー広場駅 (1896年8月1日)
- ティーアガルテン駅 (1885年1月5日)

シュレージッシャー駅では、市街線はシュレージエン線に直通し、シャルロッテンブルク駅からの西部延長部は、ヴェッツラー線となった。ここでは環状線との連絡線が設置された。東部では市街線の郊外列車が、1872年に建設された曲線の連絡線を通り、シュレージエン線と環状線を結んでいた。市街線の開業と関連して、1882年にこの曲線部にホームが設置され、シュトラーラウ＝ルンメルスブルク駅、後のオストクロイツ駅が開設された。

## 運行と拡大

1925年の郊外鉄道、の切手、1971年

この区間では既に1905年には2分30秒間隔ダイヤが実施されていた

### 郊外列車
都市区間のみを走行する郊外列車と環状線の半分を走行する列車（北環状線、南環状線）では、当初の数十年間は蒸気機関車、例えばプロイセン国鉄T12型蒸気機関車で牽引された。燃料にはコークスを用いることで煤や匂いの軽減が図られていた。コンパートメント車（総扉式）の扉は、乗客が自分で開ける必要があった。また停車駅案内は行われなかった。既にこの時代に朝4時から深夜1時まで運行されていた。普通、列車は9両編成で、時間帯に応じ2分、3分、5分間隔で運行された。運賃は20世紀初頭に三等車で10ペニヒ、二等車で15ペニヒであった。

### 貨物列車
アレクサンダー広場付近にあった中央市場への貨物輸送のために、7本の特別列車が設定されていた。4本は夜間、2本は日中、1本は夕方に運行されていた。市街線ではこの他には定期貨物列車の設定はなかった。通常の貨物輸送は、環状線を経由してモアビート駅、ヴェディング駅、ヴァイセンゼー駅、中央家畜市場駅、フランクフルター・アレー駅、リックスドルフ駅、テンペルホーフ駅、ヴィルマースドルフ＝フリーデナウ駅、ハーレンゼー駅、ベルリン＝シャルロッテンブルク貨物駅 (Güterbahnhof Berlin-Charlottenburg) で荷役されていた。

### 長距離列車
開通後の数年間は、従来レールター駅、ゲルリッツァー駅、ポツダマー駅を終点としていた列車が、市街線を走行するようになった。こうして他の頭端駅は、軽減分の運行を拡大することを可能にした。しかし19世紀末までほとんどの列車は、運行本数が増大したため、また一部は、頭端駅へと至る区間で郊外列車線・長距離列車線を増線したため、再び元の頭端駅に発着するようになった。
市街線に残った運行は、レールテ線経由のハノーファー、ケルン行き急行列車、大砲線のデッサウ行き、東線のダンツィヒ、ケーニヒスベルク行き、またフランクフルト (オーダー)、ポーゼン方面、ブレスラウ、カトヴィッツ方面であった。この他にもシュパンダウ方面とシュトラウスベルク方面への郊外列車も、1928年までに市街線の長距離線を走行するようになった。
西方への列車の起点はシュレージッシャー駅で、東方へはシャルロッテンブルクであった。ルンメルスブルク（当時の呼称は「カールスホルスト機関区」、Lok-„Bw Karlshorst“）とグルーネヴァルトには大規模な車両基地があった。

### 駅の拡張と高架橋の強化
既に1914年からフリードリヒ通り駅が改築された。長距離線ホームが4線に拡張され、これを覆うトレイン・シェッドが建設され、現在もその姿をとどめている。
1922年から1932年に鉄道高架橋のアーチは、大規模な改修工事が行われた。レンガ造りのアーチはコンクリート製アーチによって補強され、鉄橋は補強または交換された。目的は建設後50年を経た市街線の近代化と、急行列車用で軸重20トンと重い蒸気機関車BR 01を市街線で使用可能にするためであった。
これに関連して、アレクサンダー広場駅とシュレージッシャー駅の北側のトレイン・シェッドが更新された。郊外区間でもホームは高さ96 cmにかさ上げされた。これは大量に配備されることになるET 165の投入の準備としてであった。
動物園駅は1934年から1940年に改築され、長距離線ホームが島式で1つ、またトレイン・シェッドが２つ増設されたが、ガラス張りとなったのは1950年代のことである。また有名な正面の張り出し部分が設置されたのもこの時である。

### 複々線の電化

Sバーンのロゴ

1928年6月11日には、郊外区間ポツダム–市街線–エルクナー間が第三軌条方式で直流電化された。新型電車（ドイツ国鉄165型電車-ベルリン市街線用）が計5編成、蒸気機関車の間に交じって運行された。1928年11月までに、カウルスドルフ、シュパンダウ、グリュナウ、環状線からの路線が電化された。シュパンダウ郊外線は都市区間に転換された。蒸気機関車が撤廃されたのは、1929年になってからのことであった。環状線の半分を走行する列車は通勤時間帯のみとなった。1930年にはSバーン (S-Bahn) の呼称と、緑地に白字でSと書かれたロゴが市街線、環状線、郊外線に導入された。

## 戦後

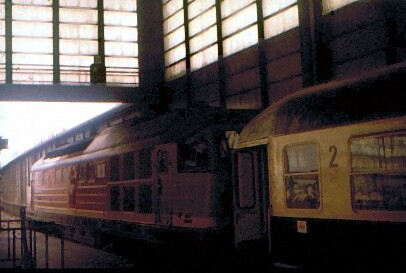
トランジット列車 (Transitzug)、動物園駅、1976年

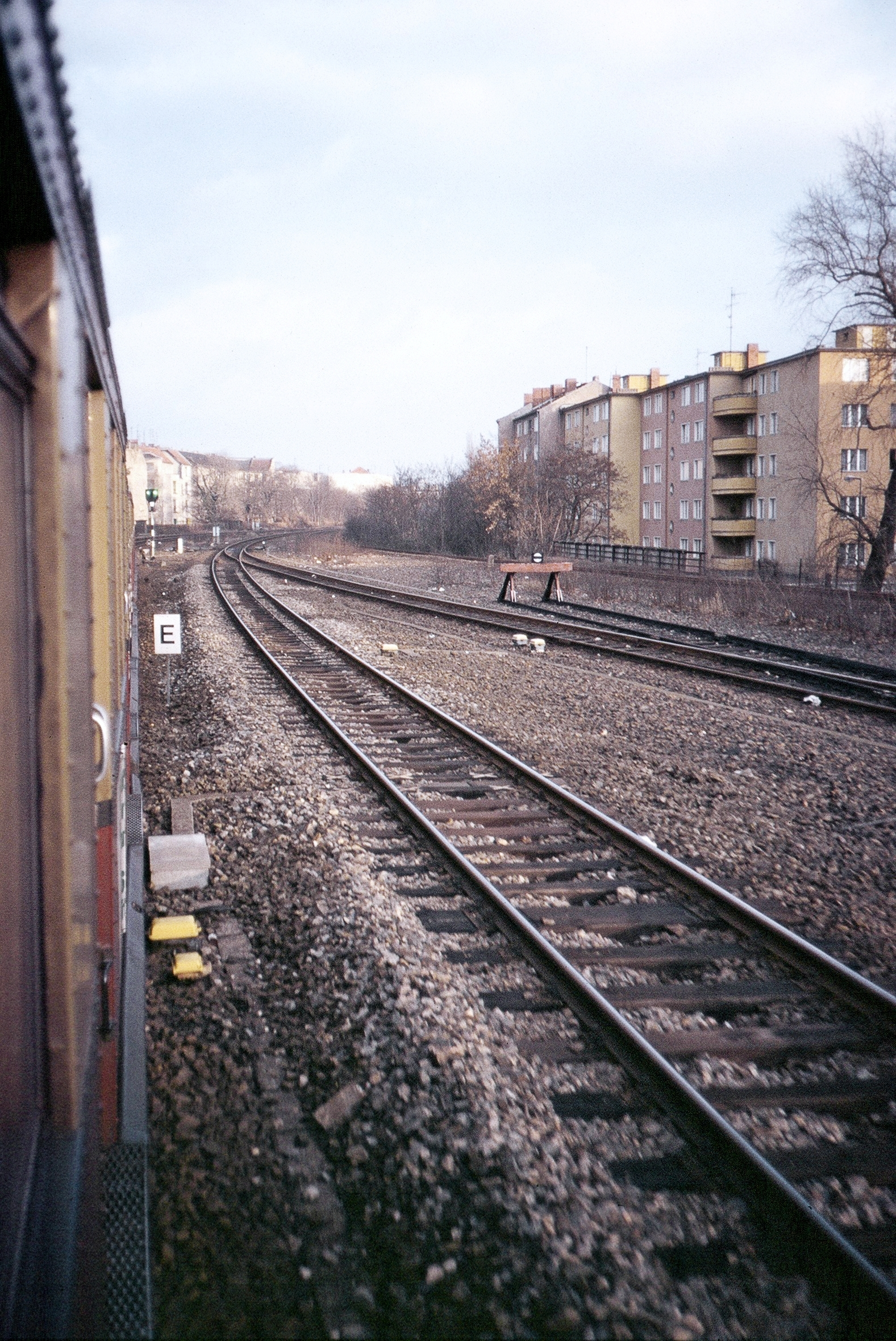
シャルロッテンブルク駅、ザヴィニー広場駅方面を臨む、1986年

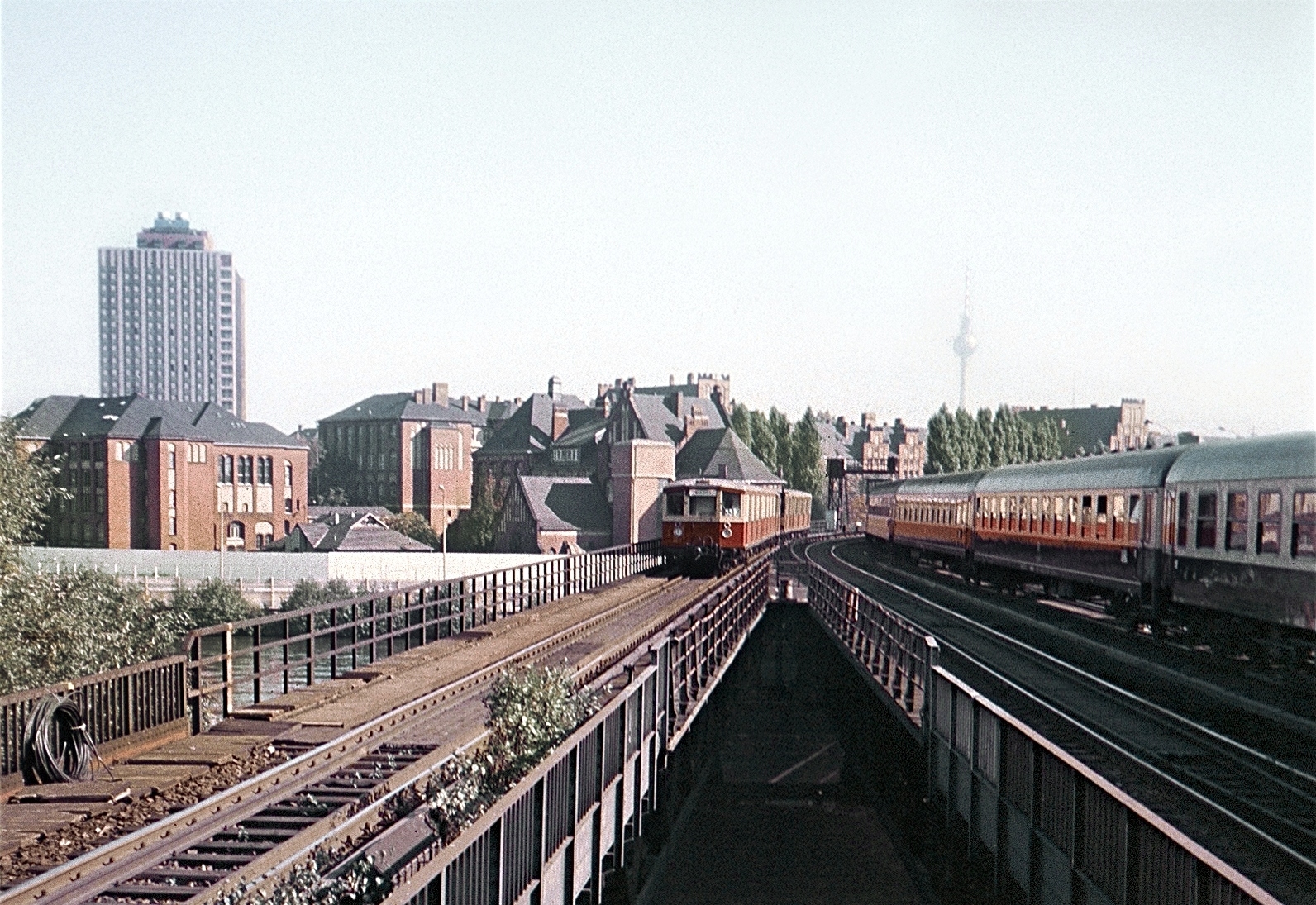
を渡る2列車。当時、西ベルリンと東ベルリンの境界となっていた。1986年

第二次世界大戦の爆撃では、市街線に多くの箇所で被害が出たが、即急に再建された。ソ連の独裁者スターリンがポツダム会談に向かうための列車を走らせるべく、市街線の長距離列車線は1945年に1524 mmのロシア広軌に改軌された。
東部領土の喪失によって、長距離列車の重要性は低下した。西側占領地域への列車は少なく、東側占領地域からの列車は市街線で終点となった。
長距離列車がその終焉を迎えたのは、ベルリン封鎖の間といって過言ではない。その間、Sバーンの運転が再開された。新たな目的地は、ケーニヒス・ヴスターハウゼン、シュトラウスベルク＝ノルト、シュターケン、ファルケンゼーであった。
1952年5月18日には、ベルリンにあった全ての頭端駅と、西ベルリンの長距離列車駅が閉鎖され、西ベルリンに残るは動物園駅のみとなった。東ドイツの国内交通としての列車は、1953年に市街線を走行したのが最後である。
1961年にベルリンの壁が建設されると、西ベルリンでは動物園駅、東ベルリンでは東駅が「中央駅」の役割を担うことになった。フリードリヒ通り駅は、東西で分割されたSバーンの東西両方向の終点であり、またベルリンからドイツ民主共和国を通過し、ドイツ連邦共和国に至る東西両ドイツ間列車の始発駅であった。この他にもフリードリヒ通り駅は、西側部分と東側部分に鉄製の壁で隔離されていたが、西側部分は南北トンネルを通る西ベルリン内のSバーンとUバーンのU6と乗り換えが可能であった（幽霊駅#ベルリンの幽霊駅を参照）。駅自体も東ベルリンへの通過点であった。動物園駅と東駅を直通する列車は国際列車に限られ、例としてはパリ-ワルシャワ間の列車が挙げられる。1962年からはスカンディナヴィア（コペンハーゲン、ストックホルム行き）との連絡列車とウィーン行きの高速車両ヴィンドボナ、後に多層建て列車があった。
近距離交通では、西ベルリンが政策的に行ったSバーン・ボイコットの影響が出ていた。不乗が呼びかけられ、Sバーンへの旅客案内は停止され、ベルリン交通局 (BVG) のバス路線は増強または新設され、さらにはUバーン路線がSバーンに並行して計画、建設された。しかし西側でも市街線は重要であり続けた。それは動物園駅から東西ベルリンの通過点であるフリードリヒ通り駅までを結んでいたためである。西ベルリン内のSバーンの運賃は、1970年代はBVGに比べて非常に安価に設定されたが、その後、赤字を補填するために急激な値上げが行われた。東ベルリンでは1991年まで初乗りは20ペニヒであった。

### 1989年以前の改修工事
しかし運営側では区間網を改善し、沼地に位置するヴェストクロイツ駅を多大な労力を投じ改修した。1980年の東ドイツ国営鉄道（「ライヒスバーン」）のストライキの後、西ベルリンでは3路線のみが運行された。
西ベルリン内のSバーンが1984年1月9日にBVGによって買収されると、同年秋に東ドイツとの交渉が開始され、西ベルリン内の市街線の改修と動物園駅の大規模な近代化が話し合われた。東ベルリンでも市街線で同様の工事が開始され、東駅は改築され、「ベルリン中央駅」と称することになった。その背景にはベルリン750周年記念祭があった。

### ベルリンの壁崩壊後：長距離接続線と電化
ベルリンの壁が崩壊すると、市街線は再び繁栄の時代を迎えた。1990年にはケルン行きの最初のインターレギオが運行された。1991年からインターシティ (IC) のカールスルーエ、ケルン、ハンブルク行きが市街線経由で運行された。1992年にはハンブルク線はドレスデンとプラハに延長された。トランジット列車時代からのミュンヘン行き急行は、ICに転換され、市街線経由で運行された。1993年6月16日にはヴァンゼー電子式信号扱所がSバーン向けに、また6月24日には長距離線向けに稼働を開始した。1993年7月から市街線の動物園駅から西側の区間に架線が張られたが、東駅から東側は既に1987年に工事が完成していた。こうしてICEの一時的停車駅ミッヒェンドルフと、一時的終着駅であったベルリン＝リヒテンベルク駅との間のシャトル列車が廃止された。

### 1994年から1998年の改修

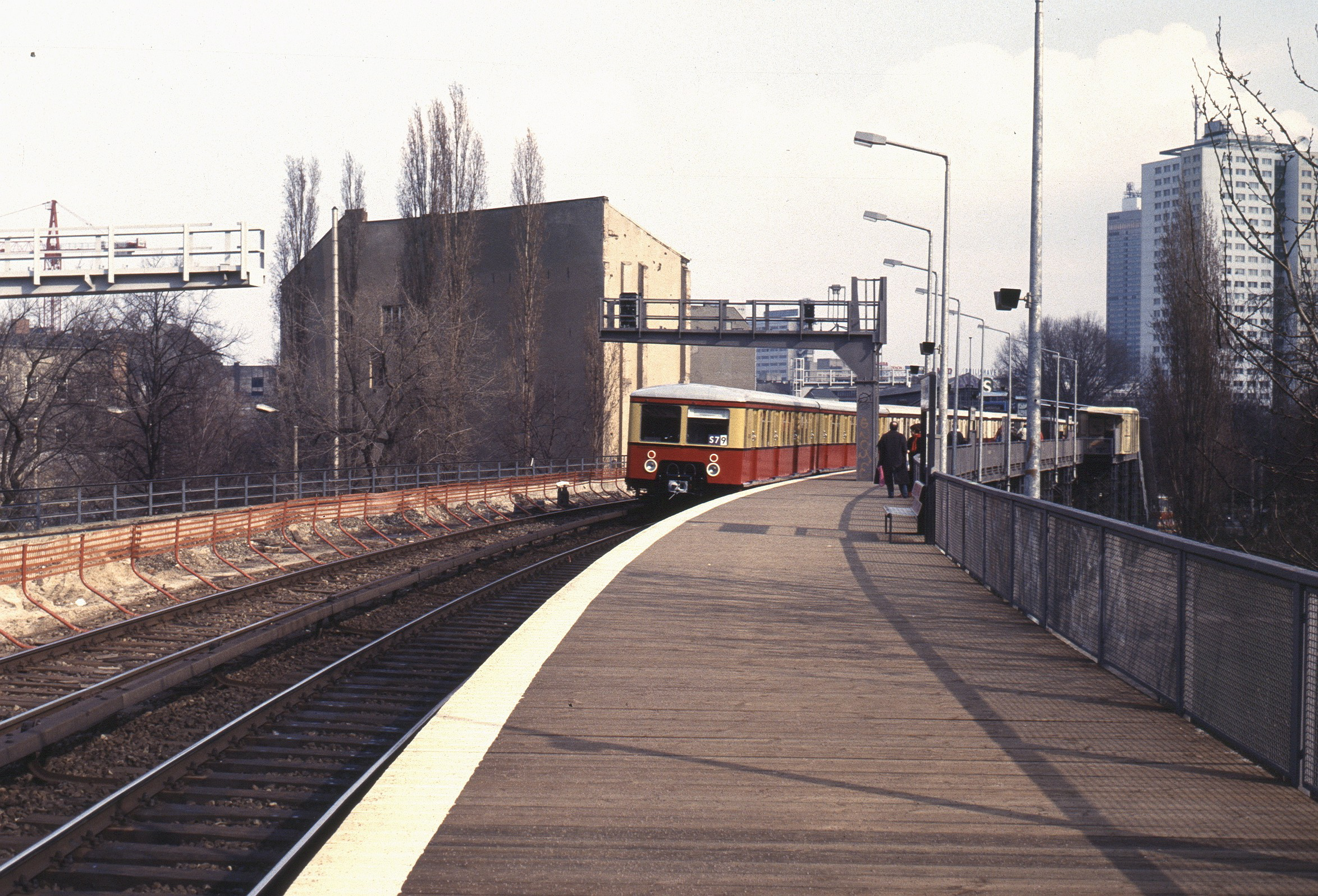
ハッケッシャー・マルクト駅の東方向の長距離線傍に設けられた仮設ホーム、1995年

1994年9月には市街線の全区間で広範な改修工事が始まった。530の高架橋アーチ上に幅18 m、厚さ25 cmの鉄筋コンクリートスラブが設置され、4線の荷重を均等に分配することとなった。7.6 kmにわたって直結軌道化された。27か所の橋梁が改修され、25か所が新たに架けられた。この他にも分岐器が78か所、架線柱が410本、架線が800 kmにわたって設置された。長距離列車は動物園駅と東駅の間で運休となった。Sバーンは一時的に長距離線を走行した。費用は総額7億7,900万ユーロであった。
1996年、Sバーンは元の路線に戻された。1998年に市街線本線の改修が完了した。
2003年2月24日、動物園駅とシャルロッテンブルク駅間の2.4 kmのSバーン区間で改修工事が始まった。広範な建築工事と併せ、信号技術が更新され、こうして運行間隔は2分30秒から1分30秒に短縮された。約1年間続いた工事期間中、長距離線は差し当たり手が付けられなかった。 2004年4月19日には全線通しの運行が再開された。ドイツ鉄道とベルリン市参事会の間で3か月にわたる係争があり、そのために遅延が生じた。

### 現在の運行

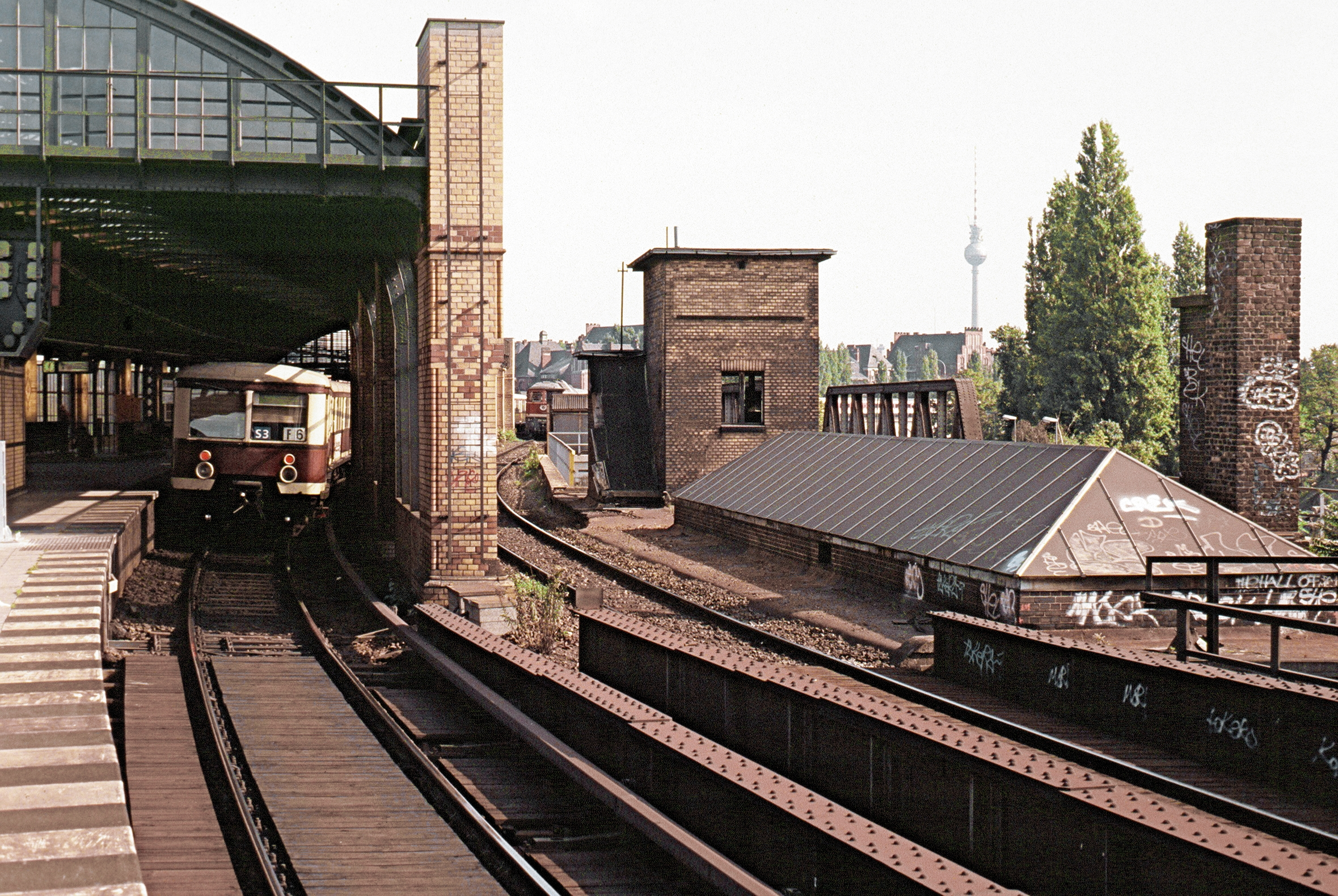
は下に置かれていたが、2002年に新中央駅建設のために撤去された。

1998年5月24日以降、市街線は全線で運行されている。1日に運行される車両は360編成で、電子式の信号扱所のコンピューターがダウンすると、多くの問題が生じ、運行が時間的に圧迫される結果となった。長距離線では、ほとんどが2分から3分の遅延、多くの列車が最大で90分も旅客が乗降できない状態で市街線の駅間に停車するという事態に陥った。
ICEとICが当初は2路線、後に3路線の他、レギオナルエクスプレス (RE) が5路線、市街線を走行するようになった。長距離線の運行間隔は3分と、容量の限界に達したことが開通後になって明らかになった。個々の列車の僅かな遅延も、路線網全体に波及する結果となった。
RE路線も東駅からヴァンゼー駅、またはシュパンダウ駅間で都市内交通として利用されている。旅客からは当然のようにSバーンと同様に利用され、高頻度で運行されることからも急行列車に相当する。
2006年の夏まで市街線は、動物園駅と（1998年に以前の名称に戻された）東駅に停車する長距離列車にとって、主要な運行経路であった。2006年5月28日に中央駅が開業すると（「ピルツ・コンツェプト（キノコ構想）」を参照）、これまで過大な負荷に晒されていたこの区間は、全国規模で重要性を減じる結果となった。残る長距離列車は中央駅と東駅のみに停車している。中央駅建設によって市街線の線路は、やや南側に移設された。現在、1日におよそ600本のSバーン、300本の地域・長距離列車が運行されている。ドイツ鉄道の2007年の資料によると、2007年初めの1日当たりの東駅とシャルロッテンブルク駅間のSバーン利用客数は60万人であった。これは前年比20%の増加である。
東西ドイツ統一前後から市街線の地域輸送は急激に増加したため、長距離線は現在、公的にも過負荷な状態にあると見なされている。中期的にはICEは、市街線経由ではなく、中央駅の地下ホーム発着となるよう経路変更が計画されている。

## 運賃区間名
2006年までは、運賃区間名に「ベルリン市街線 (Berlin Stadtbahn)」があったが、以降は「ベルリン」のみとなり、市街線の各駅発着の切符に営業キロが100 kmを超えると目的地として記載される。この切符では市街線、また環状線内の全駅で乗り降り可能である（東方向へはベルリン＝リヒテンベルク駅も含まれる）。この場合、ベルリン＝フリードリヒ通り駅が計算の起点となる。これは運賃平準化という。

## ベルリン市街線と用語「Sバーン」との関係
現在、ドイツ語圏の大都市や人口集中地域での鉄道近距離旅客輸送に対し「Sバーン (S-Bahn)」という用語が広く用いられているが、これはベルリン市街線 (Berliner Stadtbahn) の略記ではない。「Sバーン」という用語が生まれたのは、1930年12月にベルリン市街線、環状線、郊外路線を有名なロゴとともに一つの「ブランド」のもとに一元化した時のことであった。しかし「S」が何を指すのか明確ではない。その起源は、既に1930年に見られた「都市高速鉄道 (Stadtschnellbahn)」の略記「SS」である、といわれている。